# 夢話
夢話（英語：Somniloquy），又稱開口夢，是一種睡眠失調的現象。指人在睡覺作發夢時發出聲音或說話。聲線可以是短暫而模糊簡單的低聲咕噥、響亮的喊叫，也可以是長時間說一些清晰但非真正對話、難以辨識的聲音。夢話可在一個睡眠週期內多次發生，並可能出現在非快速動眼期睡眠（NREM）及快速動眼期睡眠（REM）的階段。不過，與夢遊和夜驚相似，它最常見於NREM的delta波睡眠階段，或該階段的短暫喚醒期間。
當夢話發生於快速動眼期睡眠時，它被認為是夢中言語的所謂「運動突破」，即夢中說出的話語實際上被表達出來。在正常的REM睡眠中，所有運動功能都處於停滯狀態，因此REM階段的夢話通常被視為快速動眼期睡眠行為障礙的一部分，這根據其頻率可能會或可能不會被認為是病態的。

## 原因
在1966年，一項針對發說夢話同遺傳之間的研究指出：
- 父母常常說夢話，他們的子女，說夢話的機會也比較大；
- 父母二人，即使沒有說夢話的病史，子女也有機會說夢話，但不會太頻繁；
- 大部份參加研究的父母，很多都是在小孩時或年輕時開始說夢話，而之前並沒有病史。

睡覺說話本身通常無害；然而，它可能會吵醒他人並引起他們的不安——尤其是當觀察者將其誤解為清醒時的言語時。 如果夢話表現得極為戲劇化、情緒化或帶有冒犯性，可能是其他睡眠障礙的徵兆。夢話可以通過伴侶監測，或使用聲音錄音設備進行記錄；能夠在偵測到聲音時啟動的設備對此用途最為理想。
多導睡眠圖顯示，夢話事件可以發生於任何睡眠階段。
壓力也會引發夢話。 一項研究發現，大約30%患有創傷後壓力症候群（PTSD）的人會在睡夢中說話。 1990年的一項研究顯示，患有PTSD的越戰退伍軍人比沒有PTSD的人更常在睡夢中說話。
夢話也可能由抑鬱症、睡眠不足、白天嗜睡、酒精及發燒引起。它通常與其他睡眠障礙相關，如混亂性喚醒、睡眠呼吸中止症及REM睡眠行為障礙。在罕見情況下，成年後出現的夢話可能與精神障礙或夜間癲癇有關。

## 流行率
夢話非常常見，有報告指出，50%的幼童每年至少會出現一次夢話現象。 許多人在25歲之後夢話的頻率會逐漸減少。然而，一部分兒時從未出現夢話的人在成年後會開始夢話。 夢話可能具有遺傳性。
一項研究報告了兒童時期夢話的流行率，作者指出夢話的頻率在兒童間存在差異。約一半的兒童每年至少會出現一次夢話，但每晚都出現夢話的兒童不到10%，而每週至少夢話一次的比例約為20%至25%。此外，該研究未發現夢話的性別或社會經濟階層差異。
然而，對此現象進行有效的流行率估計較為困難，因為夢話者通常無法記得或意識到自己說了夢話。同樣，夢話的發病年齡也存在不確定性，因為早期的發生可能未被察覺。因此，文獻中關於夢話流行率的研究結果存在差異。

## 治療
通常，夢話不需要治療，因為它通常不會影響睡眠或引起其他問題。
過去曾有一種行為治療方法顯示有效。Le Boeuf（1979）採用一種自動化的聲音信號來治療一位長達6年慢性夢話的患者。當該患者開始夢話時，系統會發出5秒鐘的厭惡性聲音。夢話很快被消除，並且患者未顯示出任何不良反應。
雖然治療選擇有限，但可以通過專注於睡眠衛生來減少夢話發作的頻率。一些建議包括：
- 限制白天的咖啡因攝取量
- 睡前一小時內遠離電子設備
- 將臥室保持在舒適的低溫環境
- 維持規律的作息時間，每天固定時間上床和起床
- 每天至少進行一小時的身體鍛煉
- 創造一個干擾少、安靜的睡眠環境[3]

## 在文學中的表現
夢話出現在威廉·莎士比亞的《馬克白》中著名的夢遊場景。在第五幕第一場中，麥克白夫人處於「半睡半醒的激動狀態」，被一位侍女和醫生觀察到夢遊並洗手，並說出那句著名的台詞：「走開，該死的污點！走開，我說！」
夢話也出現在丹麥作家伯恩哈德·塞韋林·英厄曼的19世紀歷史浪漫小說《埃里克·孟維德國王的童年》中。 在故事中，一位名叫阿瑟（Aasé）的年輕女孩具有在夢中說出真相的預言能力。在1846年的英文譯本中，阿瑟被描述如下：
她的臉色有些蒼白；無論她多麼活潑開朗，她偶爾還是會受到一種夢境般的狀態困擾。但隨著年齡增長，這種狀態會逐漸消失。她的母親在她之前也有過這種情況；我相信這是家族遺傳，因為我自己也不完全擺脫這種困擾。我現在對這種夢境並不太在意；但她在這種狀態下說過的任何話，無一不被證明為某種程度上的真相；儘管她在日夜清醒時，無法比其他正常人看得更多。
沃尔特·惠特曼曾以英厄曼的這部小說為基礎，撰寫了一部現已失傳的小說，名為《夢話者》。
在劉易斯·卡羅的《愛麗絲夢遊仙境》第七章中，睡鼠似乎在夢中說話，甚至在睡夢中唱歌：
「你大可以這麼說」睡鼠補充道，似乎在夢中說話，「『我睡覺時呼吸』和『我呼吸時睡覺』是一回事！」
此時睡鼠搖了搖自己，開始在睡夢中唱歌：「一閃，一閃，一閃，一閃——」，它唱得太久了，大家不得不掐它讓它停下來。